# Gregory Daniel
Pour les articles homonymes, voir Daniel.
Gregory Daniel, né le 8 novembre 1994 à Denver (Colorado), est un coureur cycliste américain.

## Biographie
Au mois d'août 2016, il signe un contrat avec la formation Trek-Segafredo.

## Palmarès

### Palmarès sur route
- 2010
  - 3e du championnat des États-Unis du contre-la-montre juniors (15-16 ans)
- 2011
  - 2e du championnat des États-Unis du contre-la-montre juniors (17-18 ans)
  - 3e du championnat des États-Unis sur route juniors (17-18 ans)
- 2012
  -  Champion des États-Unis du contre-la-montre juniors
- 2013
  - 3e étape de l'Arden Challenge
- 2015
  - 2e du championnat des États-Unis sur route espoirs
  - 3e du championnat des États-Unis du contre-la-montre espoirs
- 2016
  -  Champion des États-Unis sur route
  - Tour de Beauce :
    - Classement général
    - 5e étape

  - 1re étape de l'Olympia's Tour (contre-la-montre par équipes)
- 2018
  - Mount Evans Hill Climb

### Classements mondiaux
| Année            | 2014 | 2015 |
| ---------------- | ---- | ---- |
| UCI America Tour | 187e | 336e |

### Palmarès sur piste
- 2011
  -  Champion des États-Unis de poursuite par équipes
- 2019
  - 3e du championnat des États-Unis de poursuite par équipes